# Voto válido
O Tribunal Superior Eleitoral brasileiro define como votos válidos os votos efetivados pelos eleitores, descontados os votos em branco e os votos nulos.
No sistema de votação tradicional é considerado voto em branco aquele em cuja cédula não tenha sido realizada nenhuma marcação pelo eleitor. Votos nulos são aqueles em que os escrutinadores (com acompanhamento dos fiscais dos tribunais eleitorais e dos partidos políticos) não conseguem definir com objetividade a intenção do eleitor em votar em um candidato válido específico. Ambiguidades, votos em não candidatos e ilegibilidade são alguns dos fatores que levam à anulação do voto.
Com a adoção do sistema de urnas eletrônicas a definição de voto em branco e voto nulo mudou. Votos em branco são definidos quando o eleitor pressiona o botão correspondente a voto branco, que existe no teclado da urna eletrônica. A anulação do voto ocorre quando o eleitor tecla um número inválido (que não está associado a nenhum candidato) e confirma a sua opção. A urna eletrônica emite um aviso indicando que o número é inválido antes da confirmação.
Pela legislação eleitoral brasileira são considerados apenas os votos válidos para todos os efeitos.